# Santa Cruz-szigeteki csata
A Santa Cruz-szigeteki csata tengeri ütközet, japán forrásokban a dél-csendes-óceáni csata (南太平洋海戦) volt a Japán Császári Haditengerészet és az Amerikai Haditengerészet flottaerői között a második világháború idején. Összességében a negyedik repülőgép-hordozókkal megvívott ütközete a csendes-óceáni háborúnak és a negyedik főbb mozzanata a guadalcanali hadjáratnak. A hasonló intenzitású, május eleji korall-tengeri csata, az egy hónappal későbbi midwayi csata és az augusztus végi kelet-Salamon-szigeteki tengeri csata eseményeihez hasonlóan, a szembenálló felek itt is a láthatáron túlról, hordozófedélzeti és a szárazföldi repülőerőkkel vívták meg a csatát. 
Az ütközet célja japán részről annak a szárazföldi offenzívának a támogatása volt, amely a szövetséges csapatokat kiűzte volna a guadalcanalról, és a közelében levő szigetekről, és véget vessenek a sziget birtoklásáért vívott csatában fennálló patthelyzetnek. A szárazföldi offenzívát október 20–25. közé tervezték, mellyel egybekötve a szövetséges tengeri erőket is szét akarták forgácsolni. A japán repülőgéphordozókat és nagyobb kísérőhajóikat a Salamon-szigetektől délre helyezték el, reményeik szerint döntő ütközetre késztetve az amerikai repülőgéphordozók erőit, mellyel megnyílna az út a szárazföldi támadás hathatós támogatásához. Az újdonsült amerikai hadvezetés hasonló sikerekben bízott, noha az erőfölény mérlege ismét és egyben utoljára a japán flottaerők felé billent.
Az október 23-án este kezdődő japán kísérlet Henderson Field repülőterének birtoklásáért kezdett kudarcba fulladni, a beásott szövetséges csapatok sikeresen vertek vissza minden japán szárazföldi támadást, dacára a két sikeres tengeri rajtaütésnek, a repteret bombázó japán csatahajókötelékek jelentős károkat okoztak. A japán támadást segítendő, flottájuk truki támaszpontjukról dél felé indult, az amerikai flottakötelék pedig észak felé, a két flotta 1942. október 26-án reggel vette fel egymással a vizuális kapcsolatot tengeri felderítő repülőgépeik révén, a Santa Cruzi főszigettől észak-északnyugatra. Délután a légitámadás-sorozatot követően a szövetséges flotta visszavonta erőit az ütközet helyszínéről, mivel két repülőgép-hordozójából egy a megsemmisülés közelében járt, a másik pedig szintén megrongálódott. A japán erők is visszavonulást rendeltek el, ugyanis repülőerejük személyi- és repülőgép-állománya olyan mértékű veszteségeket szenvedett, mellyel már nem tudtak volna sem hatékony támadást vezetni, sem hatékony védelmet felállítani, továbbá egy flotta-hordozójuk és egy könnyű-hordozójuk is jelentősen megrongálódott. Ezek a tények döntően befolyásolni fogják a következő fél év csendes-óceáni tengerészeti eseményeit. Noha harcászati sikereik vitán felül állnak, a magas japán anyagi és személyi veszteségek pótlása jóval tovább tartott, mint amennyi idő alatt az USA-nak kellett ehhez.  Repülőerőik kevesebb veszteséget szenvedtek el, eszközeiben és személyi állományban pedig minőségi és mennyiségi javulást értek el. Kétségkívül ez egy pürrhoszi győzelem volt a japánoknak, melyet követően a japán repülőgép-hordozók már nem játszottak jelentős szerepet a guadalcanali hadjáratban. Azt végül a szövetséges csapatok nyerték meg, a szigetet végleg birtokba vették.
Az ütközetet a USS Hornet 27-e hajnali elmerülésével zárta le, ebben az időben néhány PBY Catalina még bombatámadásokat hajtott végre japán hadihajók ellen. Ez volt az utolsó előtti flotta-repülőgéphordozó, melyet ütközetekben elvesztett az Amerikai Haditengerészet a második világháborúban. 

## Fordítás
- Ez a szócikk részben vagy egészben  a   Battle of Santa Cruz Islands című angol Wikipédia-szócikk fordításán alapul.  Az eredeti cikk szerkesztőit annak laptörténete sorolja fel. Ez a jelzés csupán a megfogalmazás eredetét és a szerzői jogokat jelzi, nem szolgál a cikkben szereplő információk forrásmegjelöléseként.